# Илюшин, Алексей (дзюдоист)
Алексей Илюшин — советский самбист и дзюдоист, чемпион (1963), серебряный (1964, 1966, 1967) и бронзовый (1965) призёр чемпионатов СССР по самбо, чемпион и призёр чемпионатов Европы по дзюдо, мастер спорта СССР международного класса. Выступал в лёгкой весовой категории (до 63 кг). Представлял спортивный клуб ЦСКА.

## Спортивные результаты
- Чемпионат СССР по самбо 1963 года — ;
- Чемпионат СССР по самбо 1964 года — ;
- Чемпионат СССР по самбо 1965 года — ;
- Чемпионат СССР по самбо 1966 года — ;
- Чемпионат СССР по самбо 1967 года — ;